# سیاهریان آبیمانیو
سیاهریان آبیمانیو (انگلیسی: Syahrian Abimanyu؛ زادهٔ ۲۵ آوریل ۱۹۹۹) بازیکن فوتبال است.
از باشگاه‌هایی که در آن بازی کرده‌است می‌توان به باشگاه فوتبال سریویجایا اشاره کرد.
وی همچنین در تیم‌های ملی فوتبال زیر ۲۳ سال اندونزی و اندونزی بازی کرده‌است.